# 2021年の出版
2021年の出版（2021ねんのしゅっぱん）では、2021年の出版に関する出来事についてまとめる。
2020年の出版 - 2021年の出版 - 2022年の出版

## 出版関係の出来事
出版社の設立・倒産、文庫・新書の創刊、雑誌の創刊・休刊、ミリオンセラーの出版などを記載。特記した場合を除き、創刊、休刊・廃刊、復刊の日付は、それぞれ創刊号、最終号、復刊号の発売日である。 

### 1月
- 1日 - ダイヤモンド社の子会社であるダイヤモンド・ビッグ社（以下ビッグ社と表記）の出版事業やインパウンド事業をこの日付けで学研ホールディングス子会社の学研プラスに譲渡。ビッグ社が刊行していた海外旅行ガイドブック『地球の歩き方』については「株式会社地球の歩き方」を新規設立して引き続き刊行される[1][2]。
- 6日 - 『週刊女性』（主婦と生活社）1月19日・26日合併号において、アイドルグループ・Snow Manの宮舘涼太が昨年12月に女性と会食したことが原因で新型コロナに感染したと報じたことについて、同社は「そのような事実は確認できなかった」として同社ホームページ上で謝罪した[3]。
- 8日 - ジャニーズ事務所所属グループ・NEWSの加藤シゲアキが昨年11月19日に出版した小説『オルタネート』（新潮社）が、わずか2か月弱で累計出版部数10万部を突破したことが判明。第164回直木賞にノミネートされたことが追い風となった[4][5]が、受賞は逃した[6]。
- 12日 - 【訃報】 『週刊文春』（文藝春秋）などの編集者・編集長を経て1994年に作家に転身し、映画『日本のいちばん長い日』（1967年・東宝/2015年・松竹）の原作者として知られ、2015年には菊池寛賞を受賞した半藤一利がこの日午後、東京都内の自宅で倒れているのが見つかり死亡が確認された（90歳没）[7]。
- 25日
  - 出版科学研究所はこの日、2020年の紙による出版物の推定販売金額が16年連続の減少となる1兆2237億円になったことを発表。ただし人気漫画『鬼滅の刃』の大ヒットなどもあり前年比1.0%の減少にとどまった。一方市場全体における電子出版市場の占有率は調査を開始して以来最高となる24.3%と初めて2割を超えた[8]。
  - 月刊映画雑誌『映画秘宝』（双葉社）の編集長が1月17日、雑誌のTwitterアカウント上において悪質なダイレクトメッセージを一般個人に送付したとして同誌編集部はこの日Twitter上で謝罪した。編集長が出演したラジオ番組での苦言に対し、頭に血が上った状態で憤りを感じ送信してしまったという[9]。さらに翌26日朝には改めて謝罪すると同時に編集長の今回の行為について厳しく断罪。編集長に対しては協議の上重大な処分を科すとした[10]。その後2月2日に雑誌公式Twitterにおいて、当該人物の編集長辞任、及び編集・制作を手掛ける「合同会社オフィス秘宝」を退社することを発表した[11]。

### 2月
- 1日 - 鉄道趣味雑誌『レイルマガジン』やバス専門誌『バスグラフィック』、ペット雑誌『NEKO』を刊行しているネコ・パブリッシングが親会社のカルチュア・エンタテインメントに吸収合併。なおブランド名の変更はない[12]。
- 3日 - 2014年末時点で「一人の作者が描いたコミック累計発行部数世界最多」としてギネス世界記録に認定された尾田栄一郎原作の人気漫画『ONE PIECE』が、2月4日刊行の最新98巻目で日本国外を含め累計発行部数が4億8000万部以上を突破したことを発行元の集英社が発表[13]。
- 9日 - ライフスタイル雑誌『Lightning』やゴルフ雑誌『EVEN』、登山雑誌『PEAKS』などを刊行していた枻（エイ）出版社が東京地方裁判所（以下東京地裁と表記）に民事再生法の適用を申請した。負債総額は約58億円。なお『EVEN』や『PEAKS』などは新たに設立した企業に引き継がれて発行が継続されている[14]。また3月24日には同社の関連会社で表紙デザインなどを手掛けていた「ピークス」（2月5日付で玉川台管財に社名変更）が東京地裁から破産開始決定を受けた。なおピークス社の事業は既に別会社に譲渡されている[15]。
- 10日 - 【訃報】 アメリカの男性向け雑誌『ハスラー』創刊者のラリー・フリントがこの日、心不全のためカリフォルニア州ロサンゼルスで死去（78歳没）[16]。1996年には自身の生涯を描いた映画『ラリー・フリント』（ミロス・フォアマン監督）が公開され、同映画は1997年のベルリン国際映画祭で金熊賞を受賞している[16][17]。
- 17日 - KADOKAWAは、当初1月28日に発売を予定していたカドカワエンタメムック『Star Creators!Winer 2021』を約1か月遅れの2月26日に発売することを発表。当初は人気ユーチューバーのWが所属するグループが表紙を飾り、14ページに渡る特集を組む予定だったが、Wの不祥事（その後1月22日に契約解除）により発売を延期していた。なお表紙は二人組ロックバンド・ラトゥラトゥに差し替えた[18]。
- 18日 - 集英社は、人気漫画『鬼滅の刃』のコミック版全23巻について、違法に印刷された海賊版がネット上で出回っているとして注意喚起した。同社によると海賊版は正規品からコピースキャンして作られたものであり、特徴として価格表記が罫線で囲まれていないこと、また背幅（本の厚さ）も正規版に比べて薄いとし、もし海賊版を購入した場合は返品などの対応はできないとした[19]。
- 25日 - 出版科学研究所がこの日刊行した『出版月報』2月号において、2020年のコミック市場が1978年の統計開始以来過去最大となる約6126億円を記録したことを公表。『鬼滅の刃』の大ヒットに加え、コロナの影響による緊急事態宣言発動による巣ごもり需要が押し上げた形となった[20]。

### 3月
- 1日
  - 『週刊女性』2月23日号及び同誌公式サイト『週刊女性PRIME』2月8日配信分において、TBSテレビ系列の金曜ドラマ枠で2021年1月期作品として放送の『俺の家の話』の撮影中に、「長瀬智也（放送当時はTOKIOメンバー）がアシスタントディレクター（AD）にプロレス技をかけて病院送りにした」と報じたことについて、同社はこの日「再取材の結果このような事実は認められなかった」として週刊女性PRIMEサイトで謝罪した。この報道については共演者のプロレスラーも自身のTwitterで否定していた[21][22]。
  - セブン&アイ・ホールディングス傘下のセブン&アイ出版（1995年設立）が会社を清算。2017年から2期連続で赤字決算が続いていた。既に2020年2月末をもって事業を停止し、書店への注文受付についても同年5月29日分で終了していた[23][24][25]。
- 4日 - 講談社は、「別冊少年マガジン」連載中の人気漫画『進撃の巨人』が4月9日に最終回を迎えるのを記念して、3月6日12時より先着100人限定で超大型コミックス『巨人用 進撃の巨人』（価格15万円）をオンライン発売すると発表。サイズは表紙が縦1010ミリ×横715ミリ、また本文寸法が縦1000ミリ×横704ミリ。概算重量は約13.7kgあり、通常のコミック本の6 - 7倍あるという。なお完売した場合はギネス世界記録に認定されるとしていたが[26]、その後4月13日付で「出版された最大の漫画本」として認定されたことが5月24日に同社が発表した[27]。
- 5日 - 女性ファッション誌『ミセス』（1961年創刊、文化出版局）がこの日発売の4月号をもって休刊[28][29]。
- 10日 - 『週刊文春』3月18日号及びこの日配信された同誌公式サイト『文春オンライン』上で、女優の黒木メイサ、桐谷美玲らが所属する芸能事務所「スウィートパワー」の社長が所属女優に対してセクハラを行っていたと報じたことについて、事務所は公式サイト上で「全くの事実無根。社長を犯罪者扱いしており不当な報道である」として法的措置を含めた対応を検討する構えであることを発表した[30][31]。
- 15日 - 小学館『ビックコミックスピリッツ』編集部は、この日発売された『週刊ビッグコミックスピリッツ』15号に掲載された「サターンリターン」（鳥飼茜原作）において、本来第48話目を掲載するところを編集部のミスにより1話先の第49話を収録してしまったことを公式サイト上で謝罪。3月29日発売の17号において改めて第48話・第49話を掲載するとした。なお電子版には掲載されておらず、雑誌と同様に17号で両話を掲載する[32]。
- 24日 - 晋遊舎が発行するパズル雑誌でプレゼント商品を約4年にわたって当選者に送付していなかった問題で、消費者庁は同社に対し不当景品類及び不当表示防止法（景品表示法）違反（優良誤認など）に該当するとして再発防止命令を出した[33][34]。→2020年の出版#その他出版関係の出来事の10月8日の記事も参照

### 4月
- 9日 - 2009年に始まった諫山創の漫画『進撃の巨人』の別冊少年マガジンでの連載が終了[35]。
- 20日 - 1948年10月に『アマチュア写真叢書』として創刊し、1950年3月に現誌名に変更した『日本カメラ』（日本カメラ社）がこの日発売の5月号をもって休刊[36][37]。
- 22日 - 写真週刊誌『FRIDAY』（講談社）に2018年に掲載された記事で精神的苦痛を受けたとして、プロ野球・読売ジャイアンツ元二軍トレーナーの男性が同社に慰謝料300万円と謝罪広告掲載を求めた裁判で、東京地裁は男性の訴えを認め、同社に150万円を支払うよう命じた。一方謝罪広告掲載については棄却した[38]。

### 5月
- 10日 - 隔月登山雑誌『ワンダーフォーゲル』（1975年に『夏山JOY』として創刊[注 1]、山と渓谷社）がこの日発売の6月号をもって休刊[39]。
- 13日 - 競馬情報月刊誌『サラブレ』（1995年創刊、KADOKAWA)がこの日発売の6月号をもって休刊。ただし同誌モバイルサイト『サラブレモバイル』は雑誌休刊後も継続[40]。

### 6月
- 7日 - 偕成社社長の今村正樹が同社公式サイトにおいて、2日前に毎日新聞朝刊に掲載された国際オリンピック委員会（IOC）会長のトーマス・バッハらを同社が発行している絵本『はらぺこあおむし』（エリック・カール[注 2]原作）をモチーフにした風刺画が掲載されたことについて「強い違和感を感じざるを得なかった」とのコメントを発表。その上で「今回の件は風刺画作者及び毎日新聞の編集者双方の不勉強及びセンスのなさを露呈したものである」と指摘した[41]。
- 22日
  - 1971年9月に学習研究社（現・学研ホールディングス）から隔週刊として創刊し、その後週刊化、2017年に発行元をグローバルゴルフメディアグループに移行していたゴルフ雑誌『週刊パーゴルフ』がこの日発売の7月6日・13日号をもって休刊。50年の歴史に幕。また同誌ウェブサイト「パーゴルフPlus」も6月末をもって終了[42][43]。
  - 5月末に刊行された花岡敬太郎著『ウルトラマンの「正義」とは何か』について、花岡と出版元の青弓社は「大江健三郎氏の議論としてまとめている記述全般に誤りがあり、正誤表では対処できない修正が生じた」として同社公式サイトで謝罪すると同時に、同書籍について販売停止、在庫分の回収及び断裁措置を取ることを発表した[44]。
- 28日 - KADOKAWAの漫画月刊誌『月刊ドラゴンエイジ』の6月9日に発売された7月号から連載が開始されたばかりの河本ほむら原作「異世界転生者殺し―チートスレイヤー―」において、悪役として登場したキャラクターが他の複数の作品のキャラクターに酷似しているとして雑誌編集部及び原作者の河本が「配慮が足りなかった」としてそれぞれ謝罪。同作品の8月号以降の連載中止を発表した[45]。

### 7月
- 5日・19日 - 1968年から連載が開始されたさいとう・たかを原作のハードボイルド漫画『ゴルゴ13』の単行本（リイド社）第201巻がこの日発売され、これまで「最も発行巻数が多い単一漫画シリーズ」としてギネス世界記録に認定されていた秋本治原作の『こちら葛飾区亀有公園前派出所』（集英社）の200巻を超え「世界記録」を更新[46][47]。さらに同日付で正式に認定された[48]。一方集英社は19日、『こち亀』の5年振りの単行本となる第201巻目を10月4日に刊行すると発表した[49]。
- 5日 - 2020年1月に休刊した女性専門誌『GLITTER』（グリッター）がこの日ライフスタイル誌として復刊。復刊号の表紙は俳優・錦戸亮と今年ニューヨークに活動拠点を移したお笑いタレント・渡辺直美が飾った。なお元々の発行元であったトランスメディアが事業を停止したため、テレビ東京出身の塩原幸雄が代表を務める「G-Vision Partners」から復刊された[50]。
- 12日 - 月刊誌『マリンダイビング』を発行していた水中造形センター（東京都）がこの日をもって事業を停止し、月内を目処に自己破産を申請する準備に入ったことが15日までに判明。負債総額は約2億円[51][52]。
- 20日 - 前社名の弘済出版社時代の1958年に『中国・九州篇時間表』として創刊して以来60年以上の歴史を持つ交通新聞社発行の『小型全国時刻表』が「諸般の事情」によりこの日発売の8月号をもって休刊。なお『JR時刻表』及び『全国版コンパス時刻表』は今後も発行を継続。また1990年創刊の『高速バス時刻表』も昨年12月に刊行した2020 - 21年冬号をもって休刊[53][54]。
- 22日 - KADOKAWAは、7月24日に発売を予定していた『東京2020オリンピック開会式公式プログラム』を急遽発売中止にしたことを発表。開閉会式のショーディレクターを務める予定だった人物が過去に行った不適切な言動により解任されたことを受けたもの。プログラムには当該人物のインタビュー記事が掲載されていた[55]。
- 24日・26日 - 『月刊ホビージャパン』編集者を名乗る人物がSNS上において、ホビー商品について転売行為を容認するかのような発言を行ったことについて、同誌編集部の公式Twitterは24日、「転売行為は到底容認できるものではない」として謝罪すると同時に発言者について「社内規定に則り厳正に処分する」と発表[56]。その後26日に同誌を刊行するホビージャパンは当該編集者を退職処分にすると共に、上司である編集長と副編集長、さらに常務取締役編集制作局長をけん責とした上で降格にしたことを会社公式サイト及びTwitter上で発表した[57][58]。

### 8月
- 2日 - インプレスホールディングスが、月刊航空誌『エアライン』などを刊行しているイカロス出版の全株式を取得して完全子会社化[59]。
- 4日 - 太田出版は、サブカルチャー誌『Quick Japan』の8月号（Vol.157）の発売を休止することを公式サイトで発表。1995年8月発売のVol.3に掲載されたミュージシャンOのいじめ告白の記事を巡って東京五輪開幕前に問題となり、編集体制の見直しが必要と判断したもの。当該号の発売時期については改めて告知するとした[60][61]。
- 10日 - 【訃報】 1980年に友人らと共に日本で初めてとなるパズル雑誌『パズル通信ニコリ』を創刊し、後に1から9までの数字を1回だけ使うパズルを「数独」（すうどく、SUDOKU）と命名して世界的に親しまれるきっかけをつくった「ニコリ」前社長の鍜治真起がこの日、胆管がんのため死去（69歳没）[62]。
- 17日 - 文藝春秋及び新潮社の両社は、現在東京メトロ及び大阪メトロ[注 3]の車内に掲示している『週刊文春』『週刊新潮』の中吊り広告を文春が8月26日発売号、新潮が9月末をもって終了することを発表。理由について文春は「スクープのタイトルが締め切りが早い中吊りに反映できない」、新潮は「車内広告の効果が薄れてきた」としている。今後は両社共に広告費用を電子版強化などに充てる方針[63][64]。

### 9月
- 1日 - 集英社の女子中高生向けファッション月刊誌『Seventeen』がこの日発売の10月号をもって月刊誌としての発売を終了。デジタルをメインとする体制に移行。紙媒体は2022年3月以降、年3 - 4回の発行となる[65]。
- 7日 - 『池上彰の学べるニュース』などの実用書を刊行していた海竜社がこの日をもって事業を停止し、破産申請を弁護士に一任した。負債総額は約2億4000万円[66]。
- 16日 - 講談社が通販大手のアマゾンジャパンと取次会社を経由しない「直接取引」を開始したことがこの日明らかになった。本を届ける日数短縮と輸送コストの削減が狙い。今回対象となるのは「講談社現代新書」、「講談社ブルーバックス」及び「講談社学術文庫」で、効果が確認でき次第他の書籍にも拡大する方針[67]。
- 18日 - KADOKAWAの地域情報誌『関西ウォーカー』及び『東海ウォーカー』がこの日発行分をもって定期刊行を終了し、不定期刊行化[68]。
- 24日 - 【訃報】 1968年から53年の長きにわたり小学館「ビッグコミック」で連載されている『ゴルゴ13』を始め、『仕掛人・藤枝梅安』や『鬼平犯科帳』の作品でも知られる漫画家のさいとう・たかを（本名・齊藤隆夫）がこの日午前、膵臓がんのため死去（84歳没）。訃報はさいとう・プロダクションとビックコミック編集部の公式サイトで9月29日にそれぞれ発表された。なお『ゴルゴ13』についてはさいとうの逝去後も「故人の意志を受け継ぐ形で」引き続き連載される[69][70]。→7月5日・19日の出来事も参照
- 27日 - 川崎市の出版社「示現舎」が被差別部落の地名リスト等を掲載した書籍を刊行したり、ホームページ上で公開したことは差別を助長したりプライバシーを侵害するとして、約230人が同社及び代表者に対して出版・掲載の差し止め及び約2億6500万円の賠償を求めた裁判で、東京地裁は原告の訴えを一部認め、出版の差し止め、ホームページからの削除及び約488万円を支払うよう命じた。同社は「研究や表現の自由の侵害だ」と主張したが裁判所は「プライバシーを違法に侵害するものだ」と指摘した。原告側及び同社は判決を不服として控訴する方針[71][72]。
- 28日 - この日発売の写真週刊誌『FLASH』（光文社）10月12日号で、俳優の松田龍平が違法薬物事犯の被告人と親密な関係にあると報じたことについて、所属事務所は「まったくの事実無根である」として同社及び同誌編集部に対して厳重に抗議する文面を公式サイトで発表した[73]。

### 10月
- 1日 - 商品誌『特選街』（1979年創刊、マキノ出版）がこの日発売の11月号をもって休刊[74]。
- 6日 - ホビージャパンが10月4日に刊行したばかりの競馬ムック本『優駿図鑑〜スペシャルウィーク、サイレンススズカ、トウカイテイオー……夢を追った伝説の名馬たち〜』において、1994年引退のトウカイテイオーを2016年の菊花賞優勝馬[注 4]と記載するなどの誤植が多数発見され、さらには競走馬に対する誤解を招きかねない記述がされていたことが判明し、同誌編集部はこの日、公式Twitterで「ご指摘頂いた点を含め内容を精査し今後正誤表を出させていただきます」とした上で「ご迷惑をおかけ致しておりますこと、心よりお詫び申し上げます」と謝罪するツイートを掲載した[76]。

### 11月
- 8日 - イラストレーターの山藤章二が『週刊朝日』（朝日新聞出版）に長きにわたり連載していた「ブラック・アングル」[注 5]と読者投稿による「似顔絵塾」[注 6]がいずれも12月3日号で終了することがこの日明らかに。同誌編集部によると終了は山藤本人の申し出によるものという[77]。

### 12月
- 1日 - 福岡県久留米市でフリーペーパーや地域情報誌の発行を手掛けていたノーマ・ジーンがこの日をもって事業を停止し事後処理を弁護士に一任。自己破産申請の準備に入ったことが明らかになった。負債総額は約1億3000万円[78]。
- 2日
  - 岩波書店は、同じ著者によりいずれも「岩波ジュニア新書」として刊行した『榎本武揚と明治維新--旧幕臣の描いた近代化』（2017年12月刊行）及び『森の日本史』（2021年10月刊行）の2冊について、読者からの指摘により調査したところ他の書籍から複数の著作権侵害箇所が発見されたとして回収、絶版にしたことを発表した[79][80]。
  - 愛知県岡崎市でタウン誌の発行を手掛けていたリバーシブルが名古屋地方裁判所岡崎支部から破産手続き開始決定を受け倒産[81]。
- 13日 - 講談社は、少女漫画雑誌「なかよし」で連載中の『はらぺこペンギンカフェ』及び『とむとじぇりー ナナイロ』の2作品について、両作品の共同著作者の原作担当者が2020年3月に女児に対するわいせつ事案を起こし、今年11月に京都地方裁判所から執行猶予付きの有罪判決を受け刑が確定したことが明らかになったとして、この日をもって契約を破棄、連載を終了した上で単行本の回収を進めていることを発表。同社は「断じて許されない卑劣かつ悪質な行為」とコメントしている[82][83]。
- 15日 - 月刊誌『看護実践の科学』など主に看護関係の書籍を発行していた看護の科学社（東京・文京区）がこの日付けで東京地裁から破産手続き開始決定を受け倒産。同誌は7月19日発行の8月号をもって休刊し、また9月には事業継続を断念する意向を表明していた[84]。
- 24日 - 2018年8月に『週刊新潮』がお笑いコンビ・爆笑問題の太田光が「日本大学芸術学部に裏口入学した」と報じ、太田が「事実無根だ」として発行元の新潮社に対して損害賠償と謝罪広告掲載を求めた裁判の控訴審で、知的財産高等裁判所は同社に対して440万円の支払いとインターネット上の記事を削除するよう命じた東京地裁の一審判決を支持し双方の控訴を棄却した。今回の判決に対して太田は「私と私の父の名誉が守られたことに安堵」とコメント[85]。一方同社は当初「残念な判決であり大変遺憾。判決文を精査し、最高裁判所に上告して判断を仰ぎたい」とコメントした[86]ものの、上告期限であった2022年1月7日になっても上告しなかったため判決が確定した[87]。